# Kościół San Bartolomeo w Wenecji
Kościół San Bartolomeo (pol. kościół św. Bartłomieja, wen. ciesa di San Bortolomio) – rzymskokatolicki kościół w Wenecji w dzielnicy (sestiere) San Marco, dedykowany św. Bartłomiejowi. Założony pierwotnie w IX wieku, później kilkakrotnie przebudowywany.
Jest kościołem rektorskim w parafii Santissimo Salvatore.

## Historia
Według tradycji kościół San Bartolomeo, pierwotnie noszący wezwanie św. Dymitra (San Demetrio), został założony w tym miejscu w 836 lub w 840 roku. W 1071 roku otrzymał obecne wezwanie. Po 1170 roku został przebudowany na świątynię trzynawową z wejściem od strony północnej. W tym samym roku zbudowano kampanilę. W XIII wieku zaczął być użytkowany przez niemieckich kupców z pobliskiego Fondaco dei Tedeschi.
Od początku pełnił funkcję kościoła parafialnego. Proces nabywania praw do opieki duszpasterskiej nad wiernymi i administrowania sakramentami nie został przypuszczalnie w pełni zrealizowany aż do połowy XIII wieku. W tym okresie kościół mógł być zaangażowany w spory natury jurysdykcyjnej o granicę z sąsiednim kościołem San Salvador, należącym do kanoników laterańskich. Spór rozstrzygnął tymczasowo papież Lucjusz III przyznając kościół parafialny San Bartolomeo kanonikom z San Salvador. Jednak kilka lat później, dzięki interwencji papieża Innocentego III, akt ten został unieważniony, a kościół powrócił pod zarząd duchowieństwa świeckiego. Spory jurysdykcyjne zakończyły się dopiero w 1299 roku, kiedy ostatecznie osiągnięto porozumienie między obiema parafiami co granicy i podziału dziesięciny. W 1342 roku parafia została przypisana przez papieża Jana XXII do patriarchatu Grado i afiliowana do macierzystego kościoła San Silvestro I papa, weneckiej siedziby patriarchy. Stopniowo patriarcha uzyskał również kanoniczne prawo do mianowania proboszcza San Bartolomeo, prerogatywy wcześniej wykonywanej przez samych parafian. Patriarchat Grado został zniesiony w 1451 roku, a jego uprawnienia (w tym jurysdykcja i prawo do wyboru proboszcza kolegiaty San Bartolomeo) przeniesione na nowo utworzony patriarchat Wenecji.
W 1623 roku rozpoczęto przebudowę i rozbudowę kościoła w formie klasycznej na planie krzyża łacińskiego. W 1723 roku podjęto kolejną przebudowę kościoła, prawdopodobnie pod kierunkiem Giovanniego Antonia Scalfarotta; w jej efekcie kościół uzyskał dzisiejszy wygląd. W tym samym stuleciu przebudowano kilka ołtarzy bocznych i chór muzyczny. W latach 1747–1754 odbudowano według projektu Scalfarotta średniowieczną kampanilę, która w 1688 roku uległa uszkodzeniu podczas trzęsienia ziemi i groziła zawaleniem. W latach 1764–1770 odrestaurowano i urządzono na nowo według projektu Bernardina Maccarucciego ołtarz główny i przestrzeń wokół niego, dedykowaną Najświętszemu Sakramentowi. W latach 1801–1805 na skrzyżowaniu naw zbudowano ośmiokątną kopułę.
Kościół, który do 1807 roku był kolegiatą, był zarządzany przez kapitułę, składającą się z czterech kapłanów tytularnych, dwóch diakonów, dwóch subdiakonów i czterech akolitów, zarządzających w sposób kolegialny majątkiem i dochodami parafii. Wraz z upadkiem Republiki Weneckiej i późniejszymi postanowieniami napoleońskimi dotyczącymi zniesienia i zmian strukturalnych parafii, parafia San Bartolomeo została zniesiona i włączona do parafii Santissimo Salvatore (San Salvador), a San Bartolomeo zyskał status kościoła filialnego.

### XX wiek
W latach 80. XX wieku po dziesięcioleciach zaniedbań został zamknięty i po remoncie ponownie otwarty jako galeria sztuki oraz sala koncertowa. Obecnie (2018) jest kościołem rektoralnym w parafii Santissimo Salvatore.

### XXI wiek
W dniach 24 i 25 listopada 2011 roku odbyła się w Wenecji międzynarodowa konferencja „La chiesa di San Bartolomeo e la comunità tedesca a Venezia” („Kościół św. Bartłomieja a niemiecka wspólnota w Wenecji ”), poświęcona ekonomicznym, kulturalnym i religijnym relacjom między Niemcami, zaangażowanymi w działalność Scuoli dei Tedeschi a parafią św. Bartłomieja oraz cywilnymi i religijnym instytucjami Wenecji.

## Architektura
Kościół jest niemal całkowicie otoczony sklepami i kamienicami. Widoczne są tylko: bardzo prosta fasada główna, XVIII-wieczny, kamienny portal boczny z przełamanym tympanonem oraz część apsydialna i kampanila.

### Kampanila
Wysoka na 50 m kampanila z dzwonami uruchamianymi ręcznie, pochodzi z lat 1747–1754. Jest zwieńczona cebulastą kopułą, osadzoną na ośmiobocznym bębnie. Wzorcem dla niej była kopuła kampanili Tiralego z pobliskiego kościoła Santi Apostoli.

## Wnętrze
Wnętrze, utrzymane w klasycznym stylu, ma trzy apsydalne kaplice zamknięte prostymi ścianami. Nawy są podzielone filarami z korynckimi półkolumnami. Nawa główna ma sklepienie beczkowe z lunetami, natomiast nawy boczne mają stropy płaskie.

### Dzieła sztuki
W 1506 roku Albrecht Dürer namalował dla tego kościoła obraz Święto Różańcowe (inny tytuł – Madonna Różańcowa). Powodem realizacji dzieła był fakt, iż był to kościół użytkowany przez niemiecką społeczność kupiecką. Został zamówiony przez kupca Christophera Fuggera, który został pochowany w tym kościele, a jego grobowiec był pierwotnie umieszczony nad ołtarzem Bractwa Różańcowego, które tu miało swoją siedzibę. Obraz znajduje się obecnie w zbiorach Galerii Narodowej w Pradze.
Innym dziełem sztuki, które opuściło kościół, były drzwiczki prospektu organowego, namalowane w latach 1510–1511 przez Sebastiana del Piombo, przedstawiające świętych Bartłomieja i Sebastiana (na zewnątrz), oraz świętych Sebalda i Ludwika (od wewnątrz). Drzwiczki znajdują się obecnie w zbiorach Gallerie dell’Accademia.
Ołtarz zdobią rzeźby Heinricha Meyringa. Nad ołtarzem widnieje fresk Św. Bartłomiej w chwale Giovanniego Marii Morlaitera.

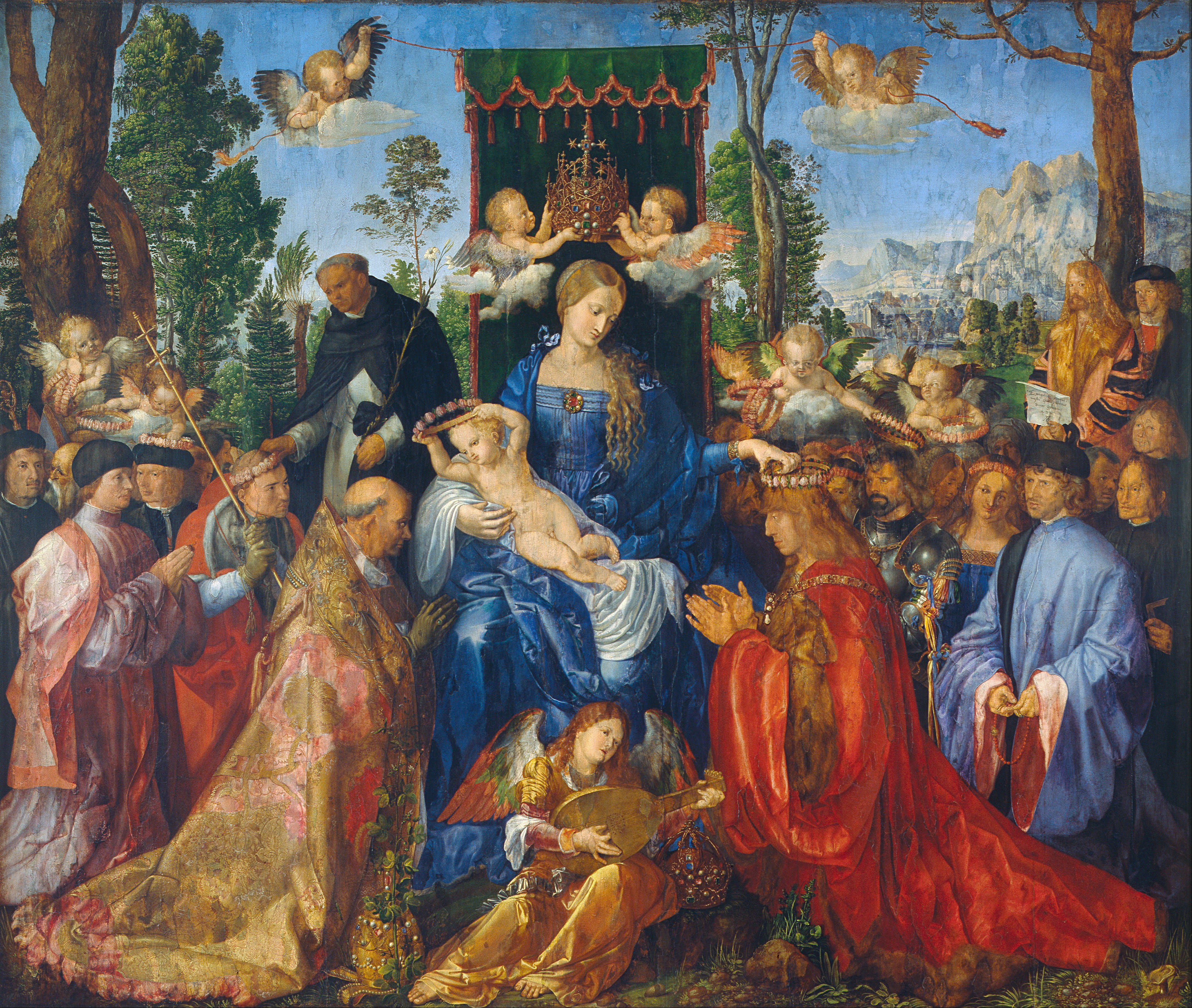
Albrecht Dürer, Święto Różańcowe
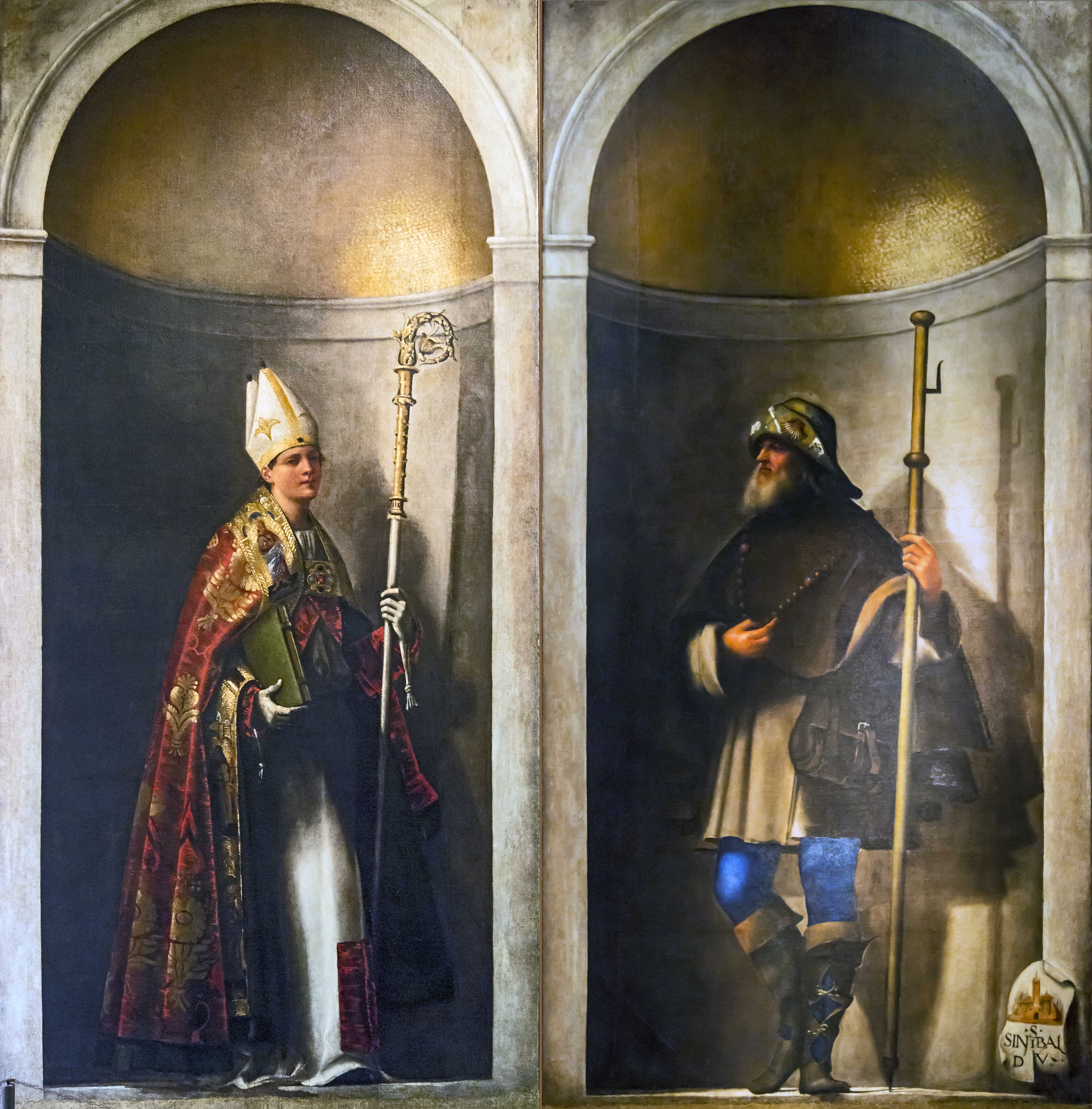
Sebastiano del Piombo, drzwiczki prospektu organowego (z zewnątrz)
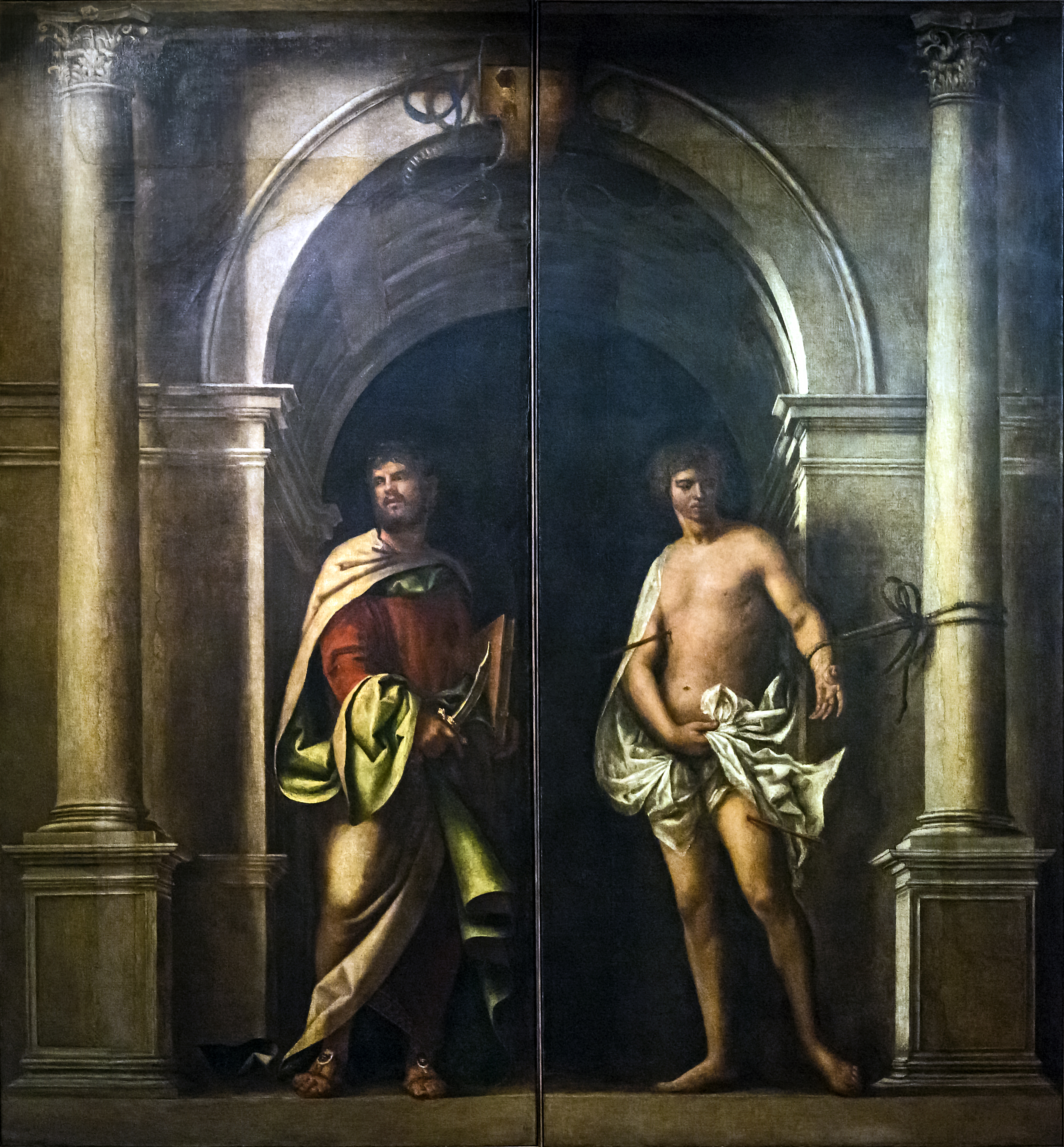
Sebastiano del Piombo, drzwiczki prospektu organowego (od wewnątrz)